# رعاشة زجاجية
رعاشة زجاجية (الاسم العلمي: Calopteryx hyalina) هي نوع من الحشرات يتبع جنس الرعاشة من فصيلة الرعاشية.